# Indië-monument (Leiden)
Het Indië-monument in de Nederlandse stad Leiden (1999) is ter herinnering aan 26 inwoners van de stad die als militair in Nederlands-Indië sneuvelden tussen 1945 en 1952. Het is ontworpen door Gerard Brouwer (Leiden, 1951). De tekst op de sokkel luidt: "'Een afscheid zonder thuiskomst', 1945-1952". 

## Incident
In 2001 is door vandalen een van de drie figuren verwijderd en werden de overige twee met rode verf overgoten. De tekst werd aangevuld met "Velen gingen niet".